# Hemaglutinin
H-Hemaglutinin je proteinski šiljak na površini virusa. On je ključ za prodor virusa u stanicu (kod obične gripe imunološki sustav prepoznaje šiljke i reagira antigenom).
H5N1 je nešto novo ljudskom organizmu pa ga on ne prepoznaje i propušta ga u stanicu. Kad jednom uđe, genetski materijal virusa prodire u jezgru stanice i pretvara je u tvornicu tisuće novih klonova virusa.